# Ділова репутація
Ділова́ репута́ція — сукупність підтвердженої інформації про особу, що дає можливість зробити висновок про професійні та управлінські здібності такої особи, її порядність та відповідність її діяльності вимогам закону.
Поняття ділової репутації вперше з'явилося в XV столітті, коли англійські купці вели свої торговельні відносини. З того часу суть цього терміна практично не змінилася, тільки укріплювалась як невід'ємна частина успішного ведення бізнесу. То що таке ділова репутація? Говорячи простими словами, це уявлення про суб'єкт підприємницької діяльності у зовнішньому середовищі за наслідками ведення діяльності. Даний фактор можна вважати одним із найважливіших нематеріальних ресурсів підприємства.
Дуже часто репутацію плутають з іміджем компанії. Проте, якщо розглянути дані поняття детальніше випливає, що імідж — це своєрідний образ, створений за допомогою інструментів реклами та інших маркетингових прийомів, а ділова репутація — це «реальний» стан показників діяльності компанії, його переваги та недоліки, за загальною характеристикою яких можна ухвалити рішення про співпрацю, партнерство тощо. Саме ця властивість впливати на фінансовий стан компанії створила новий термін, який визначає грошову вартість репутації, як нематеріального активу — гудвіл.
Міжнародна організація International Reputation Institute (IRI), яка вже багато років досліджує вплив думки зовнішнього середовища про компанію, виділила основні складові репутації, які в комплексі дають адекватну оцінку будь-якому бізнесу. Серед них:
- Гудвіл — грошове визначення ділової репутації компанії;
- Імідж  — здатність підприємства емоційно приваблювати;
- Фінансова стійкість — один з різновидів стабільності як показника здатності протистояти кризовим ситуаціям;
- Соціальна відповідальність — дії, що викликають довіру як у працівників, так у суспільства;
- Репутація керівництва, яка не може бути нижчої від репутації самої компанії;
- Організаційна культура — формується одночасно з репутацією керівництва і показує внутрішню атмосферу колективу;
- Якість продукції, що виготовляється або послуг, що надаються — в сучасних умовах неможливо співпрацювати з компанією, що виготовляє неякісну продукцію.